# مين (نهر)

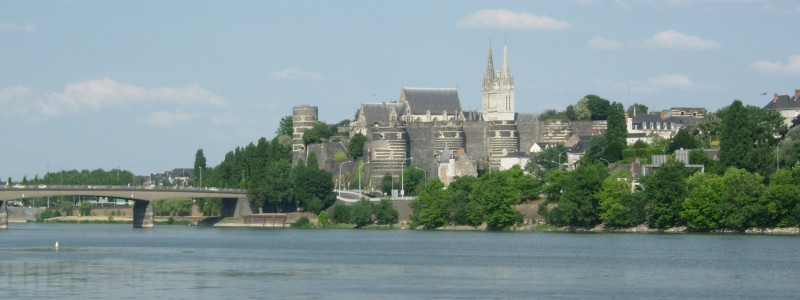
قلعة انجيه مطلة على نهر مين

مين أو Maine نهر يبلغ طوله 490 كم، بوسط وغرب ألمانيا. يتكون في بافاريا من التقاء نهرين: المين الأحمر والمين الأبيض. ويجري غربًا مارًا ببسامبرج، وشفاينورت، فورستبورج، فرانكفورت، ليصب في الراين، تجاه ماينتس. وهو صالح للملاحة من بامبرج، وتربطه قناة بالدانوب.